# Tandraas
Tandraas (auch: Chandra, Ciandraa, Dzhandra, Isola Ciandrà, Isola Ciandraa, Jandra, Jasiiradda Tandraas) ist eine Insel von Somalia mit einer Fläche von 2,95 km². Sie gehört politisch zu Jubaland und geographisch zu den Bajuni-Inseln, einer Kette von Koralleninseln (Barriereinseln), welche sich von Kismaayo im Norden über 100 Kilometer bis zum Raas Kaambooni nahe der kenianischen Grenze erstreckt.

## Geographie
Die Insel liegt relativ dicht vor der Küste zwischen Xaaji Buulle im Norden und dem winzigen Laangua Bembe im Süden.
Die Insel bildet nach Südwesten, zum Festland die Bucht Bandar Makalla zusammen mit der Insel 
Laangua Bembe. Sie ist dabei recht unregelmäßig geformt.

## Klima
Als Klima herrscht heißes Steppenklima mit Monsuneinfluss.